# ハプログループP (Y染色体)
ハプログループP (Y染色体)（ハプログループP (Yせんしょくたい)、英: Haplogroup P (Y-DNA))とは分子人類学において人類の父系を示すY染色体ハプログループ（型集団）の分類で、「P295/PF5866/S8, 92R7_1, 92R7_2, F91/PF5862/V231」のSNPの変異によって定義されるグループである。ハプログループQ (Y染色体)、ハプログループR (Y染色体)の祖型であり、下位系統としてこれら含む。27,000-45,000年前に誕生した。

## 下位系統
- P (P295/PF5866/S8, 92R7_1, 92R7_2, F91/PF5862/V231)
  - P1 (M45/PF5962)
    - Q (M242)
    - R (M207, P224, P227, P229, P232, P280, P285, L248.2, V45)

  - P2 (B253/Z33760/Z33761/Z33762/Z33763)

## 分布
P*はフィリピンルソン島のアエタで高頻度であり、他の東南アジアでも見つかっている。ルソン島ではP2、P1*も見られる。
Qはユーラシア北部の一部、南北アメリカ大陸で高頻度である。Rはユーラシア西部、北米東部で高頻度である。
なお、ハプログループP1はデネ・コーカサス語族と関連している可能性がある。